# Brachylophus
Brachylophus és un gènere de sauròpsids (rèptils) escatosos de la família dels iguànids que inclou quatre espècies que viuen a diversos arxipèlags d'Oceania (Fiji, Vanuatu, Noves Hèbrides i Tonga).

## Taxonomia
El gènere Brachylophus inclou quatre espècies:
- Brachylophus bulabula Fisher, Harlow, Edwards & Keogh, 2008
- Brachylophus fasciatus (Brongniart, 1800)
- Brachylophus gau Fisher, Niukula, Watling & Harlow, 2017
- Brachylophus vitiensis Gibbons, 1981